# أديسون بي. كولفين
أديسون بي. كولفين (بالإنجليزية: Addison B. Colvin)‏ هو مصرفي أمريكي، ولد في 15 ديسمبر 1858 في غلينز فولز في الولايات المتحدة، وتوفي في 21 يونيو 1939.